# مقام أستير ومردخاي
مقام أستير ومردخاي (بالفارسية: آرامگاه استر و مردخای) هو ثاني أقدس المقامات اليهودية في العالم يقع في مركز مدينة همدان غرب إيران.

## نبذه تاريخية
وفقاً للتقاليد اليهودية الإيرانية، فإن هذا المقام هو مدفن أستير ومردخاي، لكن هذا التقليد غير مدعوم من قبل سائر اليهود، إذ لا يظهر في أي من التلمودَين "البابلي" أو "اليروشلمي"، كما أن المصدر اليهودي الأول الذي أشار إلى هذا المقام، هو كتاب الرابي بنيامين التطيلي، الذي زار مدينة هَمدان عام 1067، وحسب ما يقول فقد عاش 50 ألف يهودي في همدان، حيث دُفنت أستير إلى جانب مردخاي أمام كنيس المدينة.
وفي كتاب الشاعر اليهودي الإيراني شاهين، وهو المصدر الأول للتقاليد اليهودية الإيرانية، تُروى أحلام أستير ومردخاي ورحلتهما إلى همدان، حيث توفي مردخاي في الكنيس، ثم توفيت أستير بعد ساعة من وفاته. كان وجود هذا الضريح عاملاً مهماً في استمرار وجود اليهود في إيران، وتحديداً في همدان، حيث تسبب في تجمع اليهود حوله، ومكوثهم في حارة "قبر أستير" القريبة من المقام.

### قصة المقام
بناءً على رواية قديمة، فإن قصة مقام أستير ومردخاي بدأت حين أقيمت حفلة في بلاط الملك الأخميني خشايارشا الأول، حيث استدعى خشايارشا الملكةَ وشتي، وهو في حالة نشوة، وطلب منها أن تُظهر جمالها أمام الضيوف، لكن الملكة رفضت ذلك، فقرر الملك خلعها وقتلها واستبدالها بملكة أخرى، وذلك بعدما أخذ بنصيحة مستشاره اليهودي مردخاي.
في أثناء البحث عن فتاة تحلّ محلّ الملكة، تم إحضار الفتيات العذراوات الجميلات إلى القصر لاختيار الملكة الجديدة، وكانت من بينهن فتاة تُسمّى هدسة، وهي فتاة يتيمة من يهود السوس المنفيين. ولما رآها الملك أُغرم بها واختارها لتكون الملكة الجديدة. هذه الفتاة هي أستير، التي كان يجهّزها خالها، وفي رواية أخرى ابن عمها، مردخاي، لتصبح يوماً ما ملكة إيران. يُذكر في هذه القصة أن مردخاي اكتشف مؤامرةً دبّرها شخصان من حاشية خشايار، وعزا هذا الأمر في ما بعد إلى ترقيته إلى منصب مستشار الملك.
وبعدما تزوج الملك خشايارشا من الفتاة اليهودية أستير، توسع نفوذ اليهود بشكل كبير في البلاط الملكي، لكن هذا النفوذ أثار حفيظة الكثير من رجال الدولة، ومن بينهم شخص كان يُدعى هامان، وكان أحد رجال الحاشية ذوي النفوذ والقدرة، والذي كان يخشى من تزايد نفوذ اليهود، ولذلك أقنع الملك بقتل مردخاي وجميع اليهود الموجودين في مملكته، فأصدر خشايار حكماً بقتل اليهود وعلى رأسهم مردخاي.
مردخاي المحكوم مع جميع اليهود بالموت، طلب العفو عن طريق الملكة أستير، لكن الملك خشايارشا عدّ حكمه غير قابل للرجعة عنه، وبدلاً من إسقاط أمره أصدر مرسوماً جديداً، يقونن فيه الدفاع عن النفس، الذي كان حتى ذلك الحين غير قانوني وفقاً لمرسوم الملك السابق، وبهذه الطريقة سمح خشايار لليهود الموجودين في كل مدينة بالتجمع والدفاع عن مردخاي وعن أنفسهم.
اليوم الذي صدر فيه هذا المرسوم الملكي، له قيمة كبيرة عند اليهود ويُعرف باسم عيد المساخر، ويحتفل به اليهود في 13 آذار/مارس من كل عام، كما يؤدون خلاله شعائر مختلفةً، منها الأدعية الخاصة بهذه المناسبة والصلوات والصيام، وقصة هذا العيد هي السبب الرئيس والأهم لشُهرة هذا المكان.

## وصف البناء
المقام عبارة عن مبنى بسيط، رُمّم مرّاتٍ عدّة، أقدمها تلك التي حصلت في قبر تحت الأرض يقع في المدخل وأمام القبة المقوسة، وفيه مزاران خشبيان فارغان أحدهما قديم جداً، يرجع إلى فترة وجود سلالة المغول في إيران. ويقال إن الضريح الثاني هو تقليد جديد للضريح القديم، الذي تم بيعه واستبداله بالموجود حالياً.
```
المبنى مصنوع من الحجر والطوب، والطراز المعماري المستخدَم في بنائه هو الطراز المعماري الإسلامي الذي يعود إلى القرن الهجري السابع، وقد بناه 
أرغون خان
 المغولي، ويوجد عند مدخل الباب الرئيسي لهذا الضريح باب صغير مصنوع من الحجر يُفتح ويُغلَق بواسطة مزلاج قديم.
```

نُقش على الجزء العلوي من الجدار الأمامي للقبر، نَقشٌ بارز باللغة العبرية، كما أن هناك نقوشاً أخرى جصّية بارزة على سائر جدران المقام، تعود جميعها إلى القرنَين الهجريين الثامن والتاسع، وفي منتصف الساحة الرئيسية للمبنى، يوجد قبران يُنسبان إلى أستير ومردخاي، وهذان القبران عبارة عن تابوتين خشبيين، منقوشة عليها نصوص بالعبرية.
كان في هذا المقام كتاب توراة قديم مكتوب على جلد الغزلان، ولكن تم نقله إلى متحف مركز الثقافة والفنون في مدينة همدان، من أجل الحفاظ عليه.